# The People's Court
The People's Court är ett amerikanskt reality-TV-program i domstolsformat. Programmet har producerats i två omgångar. Det hade först premiär 1981 och sändes fram till 1993 och återuppstod 1997. Parterna i målen har gått med på att avskriva sina mål i lokal domstol för att istället framställa det i programmet. Domarens domslut fungerar som en bindande skiljedom. Om en part döms att betala pengar till den andra parten betalas det från en fond som produktionsbolaget satt upp.
Genom åren har fyra domare varit programledare:
- Joseph Wapner (1981-1993)
- Ed Koch (1997-1999)
- Jerry Sheindlin (1999-2000)
- Marilyn Milian (2001 - )

Wapner var domare under hela första omgången som programmet sändes. Serien lades ner 1993. Programmet återupptogs 1997, då med New Yorks tidigare borgmästare Ed Koch som domare. Han efterträddes 1999 av Jerry Sheindlin (make till Judith Sheindlin från Judys domstol). Han ersattes 2001 av Marilyn Milian, programmets yngsta och första kvinnliga domare. I september 2012 inledde hon sin tolfte säsong och har således lett programmet lika länge som Wapner. Under 2000-talet har programmet nominerats till Daytime Emmy Awards i kategorin "Outstanding Legal/Courtroom Program".